# Yi Jianlian
Yi Jianlian (易建聯T, 易建联S, Yì JiànliánP; Heshan, 27 ottobre 1987) è un ex cestista cinese che giocava nel ruolo ala grande, professionista in Cina e in NBA.

## Biografia
È figlio di due ex atleti.

## Caratteristiche tecniche
Gioca come ala grande ma può agire anche da pivot, sa tirare sia dalla media distanza che da 3 punti, ed è atletico e bravo a rimbalzo e nelle stoppate.

## Carriera

### Inizi (2002-2007)
Ha iniziato la propria carriera a 15 anni nelle file dei Guangdong Tigers nel 2002. Si fa notare da molti scout e nel 2003 finisce sulla copertina di Time, che lo ha definito il nuovo Yao Ming. Vince il titolo nazionale nel 2004, nel 2005 e nel 2006, in quest'ultima edizione è stato nominato CBA Finals MVP.

### NBA (2007-2012)

#### Milwaukee Bucks (2007-2008)

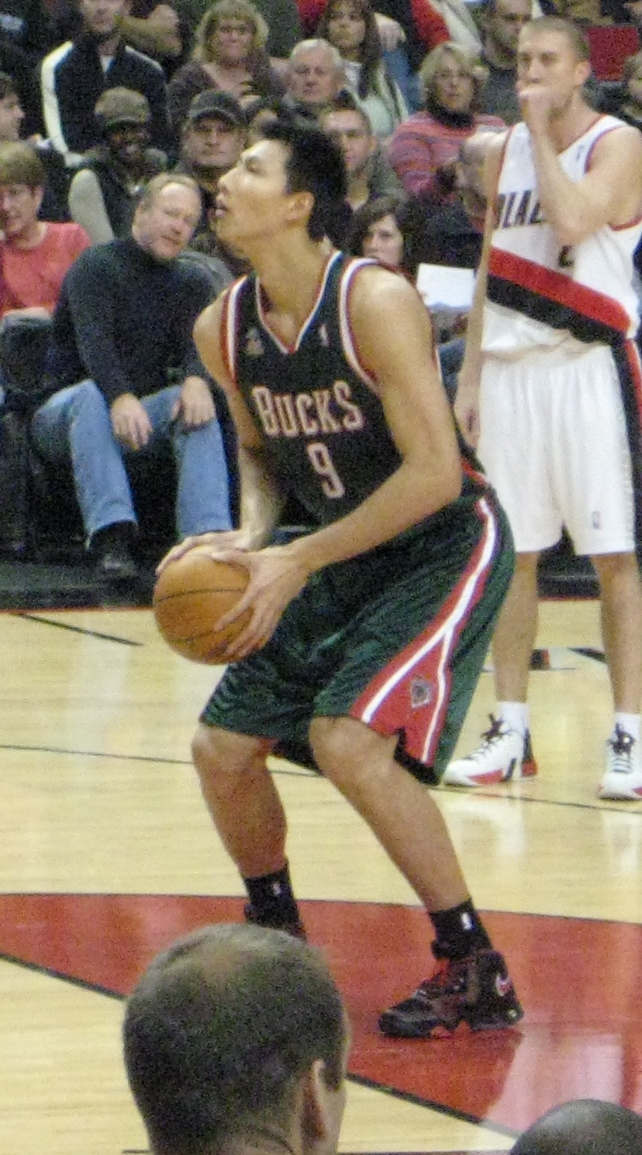
Yi ai Milwaukee Bucks mentre si appresta a tirare un tiro libero

Il 28 giugno 2007, giorno del Draft NBA, viene scelto dai Milwaukee Bucks come sesta scelta assoluta.
Alla fine della pre-season resta a Milwaukee, nonostante la CBA avesse chiesto una trade per far sì che lui giocasse nella squadra di una città con una maggiore comunità cinese.
Il 10 novembre 2007 affrontò con i Bucks gli Houston Rockets in cui militava il suo connazionale e amico Yao Ming. La gara (vinta dai Rockets 104-88) stabilì un record di ascolti in Cina, quando 250.000 persone si sintonizzarono per vedere la partita. Yi in quella partita mise a referto 19 punti e 9 rimbalzi, mentre Yao 28 punti e 9 rimbalzi. A fine partita Yao e il suo compagno di squadra Tracy McGrady elogiarono Yi sostenendo che fosse un giocatore incredibile e che potesse far fare un grande passo in avanti all'NBA.
Venne nominato rookie del mese di dicembre 2007. In quello stesso mese Yi stabilì il suo career-high segnando 29 punti (e anche 10 rimbalzi andando così in doppia doppia) contro gli Charlotte Bobcats.
Il 30 gennaio 2008 viene selezionato per il team dei rookies che andranno a giocare all'All-Rookie Challenge.
Il 2 febbraio 2008 c'è la seconda partita contro Yao Ming. Yi durante questa partita subisce un infortunio alla spalla. Yao mette a segno 12 punti, Yi solo 6.
Il 2 aprile 2008 subisce un infortunio al ginocchio che lo costringe a saltare le ultime partite della stagione.
In totale in maglia Bucks ha disputato 66 partite, mettendo a segno 566 punti, tenendo una media di 8,6 punti a partita.

#### New Jersey Nets (2008-2010)

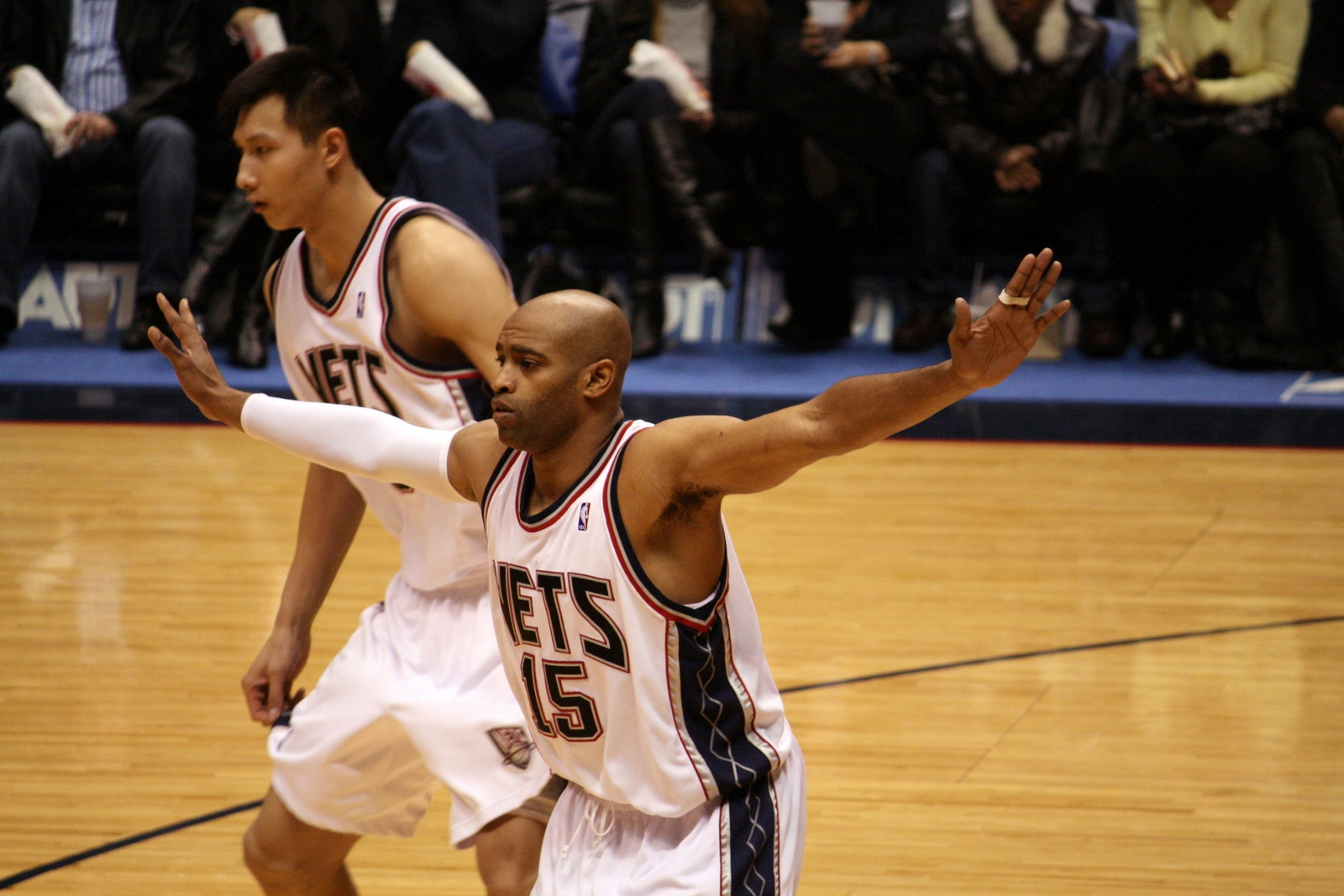
Yi (sinistra) in azione in maglia Nets insieme alla stella Vince Carter. I due si ritrovarono a Dallas nel 2012

Il 26 giugno 2008 viene ceduto, insieme a Bobby Simmons, ai New Jersey Nets in cambio di Richard Jefferson.
Con la canotta dei Nets Yi disputa in 2 anni solo 113 partite (61 il primo anno e 52 il secondo) per via di vari infortuni.
La seconda stagione coi Nets si rivela pessima a livello di squadra (3 allenatori cambiati e un record di 12-70, uno dei peggiori in assoluto nella storia della NBA), ma ottima a livello individuale dato che Yi tiene la sua media punti più alta in una stagione NBA con 12 punti. Stabilisce le sue medie più alte anche da 3 punti (36,6%), sulle palle rubate (0,7 a partita), sui rimbalzi (7,2 a partita), sulle stoppate (1,0 a partita) e sui minuti giocati(31,8 a partita). Il 27 marzo 2010 segna il suo career-high con 31 punti contro i Detroit Pistons.

#### Washington Wizards (2010-2011)

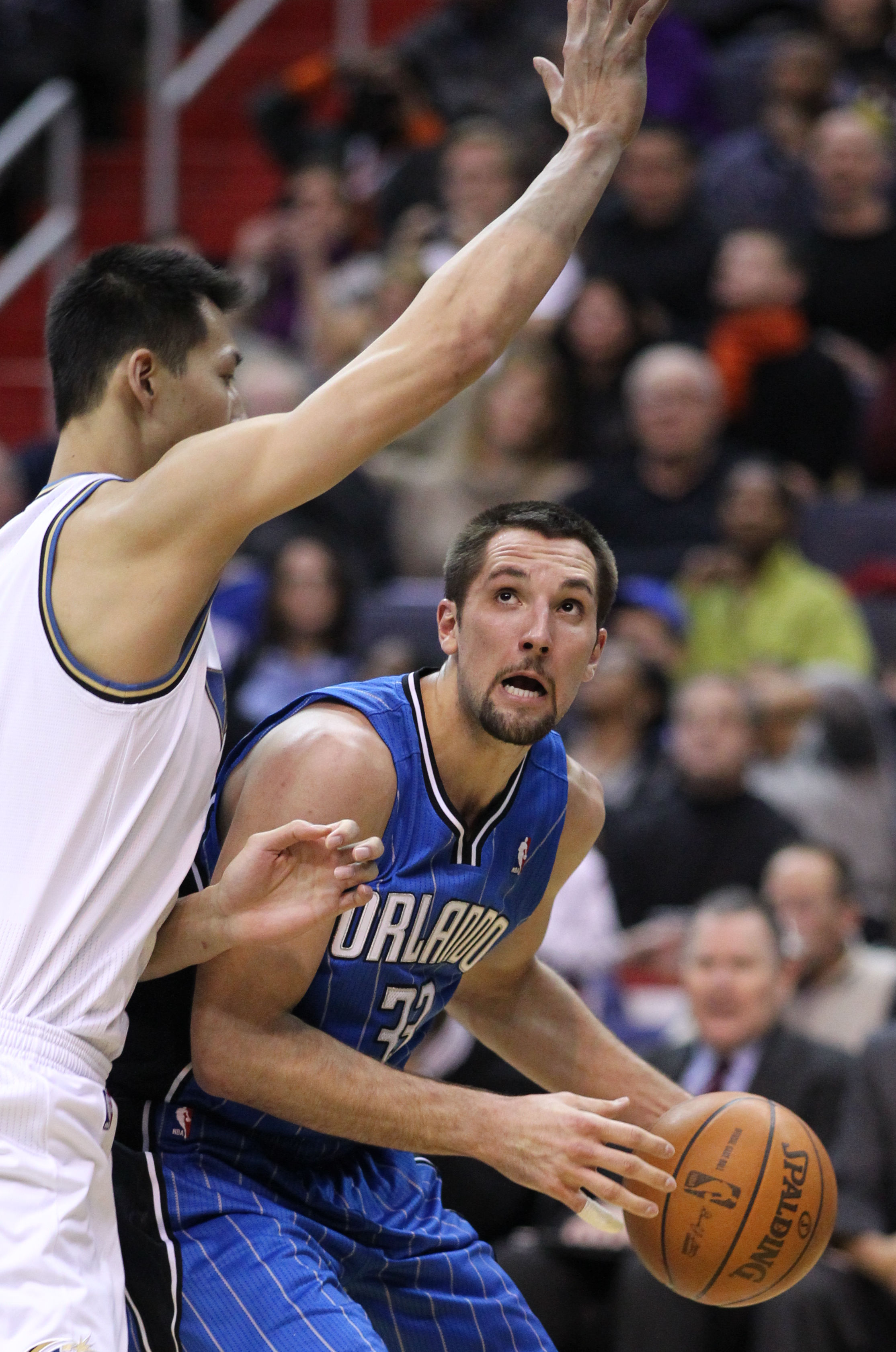
Yi Jianlian con la canotta degli Wizards (sinistra) a contrasto con Ryan Anderson con la canotta dei Magic (destra).
I due furono compagni di squadra ai Nets nel 2008-09.

Il 29 luglio 2010, 2 anni e 1 giorno dopo la sua firma coi Nets, viene ceduto agli Washington Wizards. I Nets da questa cessione ricevettero in cambio Quinton Ross e una somma di denaro.
La stagione a livello di squadra non fu delle migliori e la squadra terminò con un record di 23 vittorie e 59 sconfitte al terz'ultimo posto nella Eastern Conference. Yi a livello personale vide un netto calo in tutte le sue statistiche individuali (eccetto i field goals).
Alla fine della sua stagione rimase svincolato dato che la dirigenza della squadra della Capitale decise di non rinnovargli il contratto.

#### Dallas Mavericks e le parentesi in CBA e in D-League (2011-2012)
Durante il lockout NBA del 2011 Yi fa ritorno ai Guangdong Southern Tigers. Il 6 gennaio 2012 firma un contratto coi Dallas Mavericks fino alla fine della stagione.
Prima di esordire con la squadra di Dallas gioca due partite con i Texas Legends, club della D-League affiliato ai Mavericks, in cui tiene una media punti di 23 punti 12 rimbalzi a partita. Richiamato dai Dallas Mavericks in prima squadra, torna a giocare insieme a Vince Carter, suo compagno ai New Jersey Nets nella stagione 2008-09. Vinsanity fu suo compagno solo in quella stagione visto che a fine anno Carter si trasferì agli Orlando Magic in una trade che vide lui e Ryan Anderson andare in Florida spedendo Courtney Lee, Toni Battie e Rafer Alston in New Jersey.
A Dallas per la prima volta andò a giocare in un team della Western Conference dopo quattro anni a est. Con la franchigia texana Yi disputò soltanto 30 partite in Stagione Regolare e a fine anno arriva a disputare la prima partita in una gara di play-off contro gli Oklahoma City Thunder. In quella gara Yi mette a segno 2 punti nei 5 minuti che gli sono stati concessi dall'allenatore Rick Carlisle.

### Ritorno in CBA e parentesi ai Lakers (2012-)

#### Guangdong Tigers (2012-2016)
Dopo cinque anni in NBA fa ritorno ai Guangdong Tigers. Il pluricampione NBA Kobe Bryant arriverà a esprimersi in merito , sostenendo che Yi non abbia avuto l'opportunità di esprimere al meglio le proprie potenzialità nel massimo campionato di basket.

#### Los Angeles Lakers (2016)
Il 22 agosto 2016 a seguito di un'ottima Olimpiade (a livello individuale ma non di squadra dato che la Nazionale Cinese è arrivata ultima nel girone senza aver vinto neanche una partita) viene ingaggiato dai Los Angeles Lakers facendo ritorno in NBA a 4 anni di distanza dall'ultima esperienza.
Tuttavia il 24 ottobre 2016 viene tagliato dalla franchigia californiana dopo aver disputato tutta la pre-season.

#### Terzo ritorno ai Guangdong Tigers (2016-2023)
Dopo essere stato tagliato dai Lakers fa ritorno in patria e ancora una volta nei Guangdong Tigers.

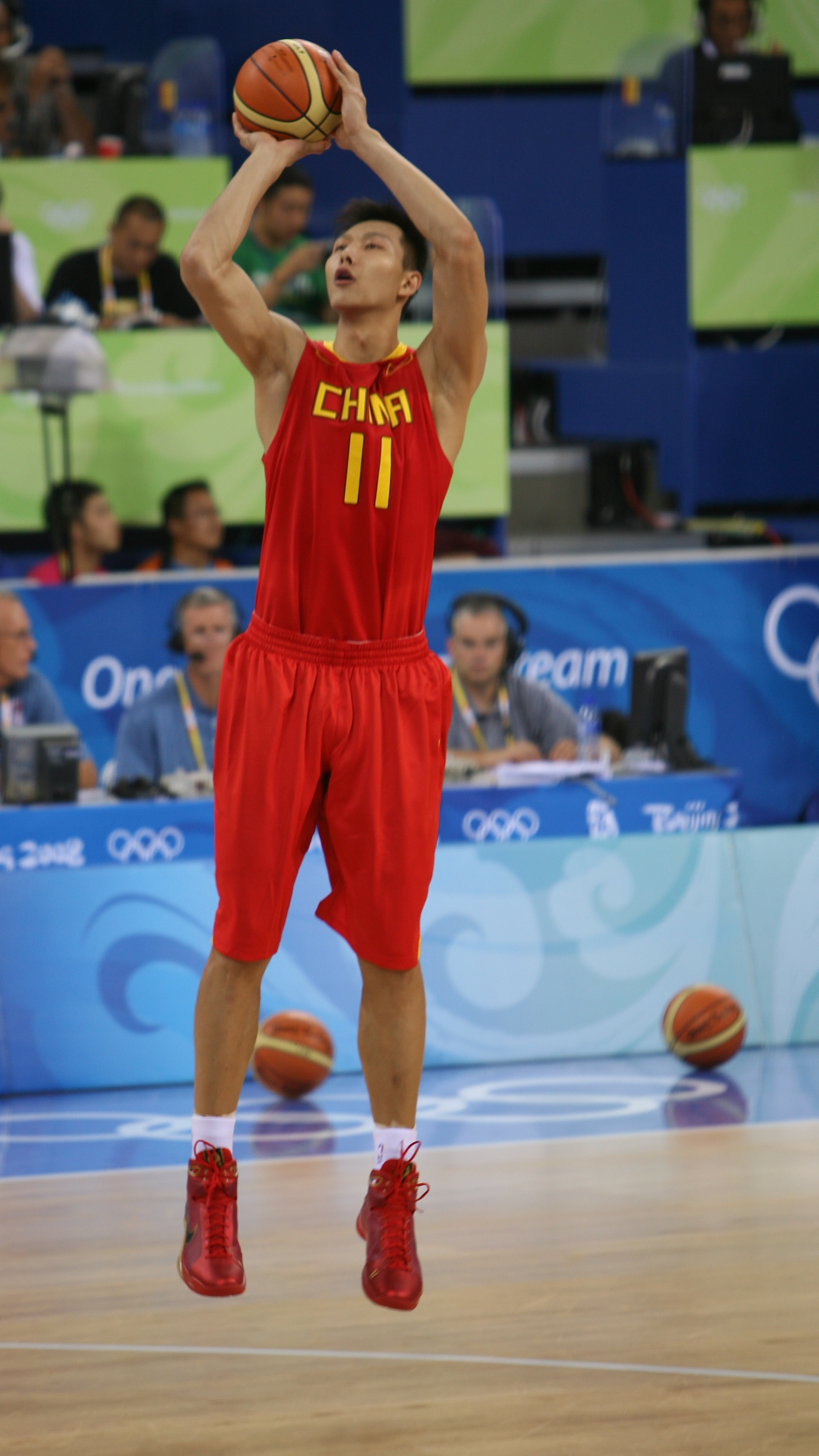
Yi al tiro con la Nazionale cinese

### Nazionale
Dal 2004 è membro fisso della nazionale cinese con cui ha disputato molteplici tornei. Si è fatto notare particolarmente durante le Olimpiadi casalinghe del 2008 in cui ha condotto (insieme a Yao Ming) la squadra ai quarti, in particolare con una doppia doppia contro l'Angola e con 9 punti e 11 rimbalzi con il quale ha aiutato i cinesi a battere la Germania.

## Controversie
Nel 2004 c'è stata una controversia sulla reale età di Yi: secondo alcune fonti lui sarebbe nato nel 1984 invece che nell'87; i primi a notare questo sono stati degli ufficiali di gara al torneo 4 nazioni nel 2004. Ad accentuare la cosa ci fu una conversazione avuta con Shane Battier in un'amichevole pre-Mondiali 2006, in cui Yi gli avrebbe confidato di avere 24 anni. Tuttavia i 2 smentirono l'accaduto.
Comunque Yi non è stato il solo coinvolto con questo problema dell'età perché su 36 cestisti cinesi non c'è certezza sulla loro vera età.
Nel 2008 un reporter cinese ha fatto delle ricerca sulla reale data di nascita di Yi, con alcuni documenti che proverebbero che lui è nato sì il 27 ottobre, ma del 1984.

## Statistiche

### NBA

#### Regular Season
| Anno      | Squadra          | PG  | PT  | MP   | TC%  | 3P%  | TL%  | RP  | AP  | PRP | SP  | PP   |
| --------- | ---------------- | --- | --- | ---- | ---- | ---- | ---- | --- | --- | --- | --- | ---- |
| 2007-2008 | Milwaukee Bucks  | 66  | 49  | 25,0 | 42,1 | 28,6 | 84,1 | 5,2 | 0,8 | 0,5 | 0,8 | 8,6  |
| 2008-2009 | N.J. Nets        | 61  | 52  | 23,3 | 38,2 | 34,3 | 77,2 | 5,3 | 1,0 | 0,5 | 0,6 | 8,6  |
| 2009-2010 | N.J. Nets        | 52  | 51  | 31,8 | 40,3 | 36,6 | 79,8 | 7,2 | 0,9 | 0,7 | 1,0 | 12,0 |
| 2010-2011 | Wash. Wizards    | 63  | 11  | 17,7 | 41,8 | 23,1 | 68,1 | 3,9 | 0,4 | 0,4 | 0,5 | 5,6  |
| 2011-2012 | Dallas Mavericks | 30  | 0   | 6,8  | 37,8 | 30,0 | 66,7 | 1,6 | 0,2 | 0,2 | 0,3 | 2,6  |
| Carriera  | Carriera         | 272 | 163 | 22,2 | 40,4 | 33,3 | 78,0 | 4,9 | 0,7 | 0,5 | 0,7 | 7,9  |

#### Play-off
| Anno     | Squadra          | PG | PT | MP  | TC%  | 3P% | TL% | RP  | AP  | PRP | SP  | PP  |
| -------- | ---------------- | -- | -- | --- | ---- | --- | --- | --- | --- | --- | --- | --- |
| 2012     | Dallas Mavericks | 1  | 0  | 5,0 | 33,3 | 0,0 | 0,0 | 2,0 | 0,0 | 1,0 | 0,0 | 2,0 |
| Carriera | Carriera         | 1  | 0  | 5,0 | 33,3 | 0,0 | 0,0 | 2,0 | 0,0 | 1,0 | 0,0 | 2,0 |